# 13003 Dickbeasley
13003 Dickbeasley este un asteroid din centura principală de asteroizi.

## Descriere
13003 Dickbeasley este un asteroid din centura principală de asteroizi. A fost descoperit pe 21 martie 1982 la Stația Anderson Mesa de Edward L. G. Bowell. Asteroidul prezintă o orbită caracterizată de o semiaxă mare de 2,56 ua, o excentricitate de 0,21 și o înclinație de 26,6° în raport cu ecliptica.